# Mongólia a 2008. évi nyári olimpiai játékokon
Mongólia a kínai Pekingben megrendezett 2008. évi nyári olimpiai játékok egyik részt vevő nemzete volt. Az országot az olimpián 7 sportágban 28 sportoló képviselte, akik összesen 4 érmet szereztek.

## Érmesek
| Érem  | Versenyző               | Sportág       | Versenyszám        |
| ----- | ----------------------- | ------------- | ------------------ |
| Arany | Najdangín Tüvsinbajar   | Cselgáncs     | Férfi félnehézsúly |
| Arany | Enhbatín Badar-Úgan     | Ökölvívás     | Harmatsúly         |
| Ezüst | Pürevdordzsín Szerdamba | Ökölvívás     | Papírsúly          |
| Ezüst | Otrjadin Gündegmá       | Sportlövészet | Női sportpisztoly  |

## Atlétika
Férfi

| Versenyző           | Versenyszám | Eredmény | Helyezés |
| ------------------- | ----------- | -------- | -------- |
| Bat-Ocsirín Szer-Od | Maraton     | 2:24:19  | 52.      |

Női
| Versenyző             | Versenyszám | Előfutam | Előfutam | Előfutam | Elődöntő | Elődöntő | Elődöntő | Döntő   | Döntő    |
| Versenyző             | Versenyszám | Idő      | Hely.    | Össz.    | Idő      | Hely.    | Össz.    | Idő     | Helyezés |
| --------------------- | ----------- | -------- | -------- | -------- | -------- | -------- | -------- | ------- | -------- |
| Bargerelín Möngöntujá | 400 m       | 58,14    | 8.       | 47.      | kiesett  | kiesett  | kiesett  | kiesett | kiesett  |

## Birkózás

### Férfi
Szabadfogású

| Versenyző                | Versenyszám | Selejtező                             | Nyolcaddöntő                          | Negyeddöntő       | Elődöntő          | Vigaszág első kör | Vigaszág elődöntő | Bronz- mérkőzés   | Döntő             | Helyezés |
| Versenyző                | Versenyszám | Ellenfél Eredmény                     | Ellenfél Eredmény                     | Ellenfél Eredmény | Ellenfél Eredmény | Ellenfél Eredmény | Ellenfél Eredmény | Ellenfél Eredmény | Ellenfél Eredmény | Helyezés |
| ------------------------ | ----------- | ------------------------------------- | ------------------------------------- | ----------------- | ----------------- | ----------------- | ----------------- | ----------------- | ----------------- | -------- |
| Bajarágín Naranbátar     | 55 kg       |                                       | Beszik Kuduhov (RUS) · 0-1, 0-1       | kiesett           | kiesett           |                   |                   |                   |                   | 16.      |
| Bujandzsavín Batdzorig   | 66 kg       | Heinrich Barnes (RSA) · 2-1, 7-1      | Irbek Farnyijev (RUS) · 1-0, 0-2, 2-3 | kiesett           | kiesett           |                   |                   |                   |                   | 8.       |
| Csagnádordzsín Gandzorig | 84 kg       | Novruz Temrezov (AZE) · 0-3, 1-0, 0-3 | kiesett                               | kiesett           | kiesett           |                   |                   |                   |                   | 17.      |

### Női
Szabadfogású

| Versenyző                | Versenyszám | Selejtező         | Nyolcaddöntő                   | Negyeddöntő       | Elődöntő          | Vigaszág első kör | Vigaszág elődöntő | Bronz- mérkőzés   | Döntő             | Helyezés |
| Versenyző                | Versenyszám | Ellenfél Eredmény | Ellenfél Eredmény              | Ellenfél Eredmény | Ellenfél Eredmény | Ellenfél Eredmény | Ellenfél Eredmény | Ellenfél Eredmény | Ellenfél Eredmény | Helyezés |
| ------------------------ | ----------- | ----------------- | ------------------------------ | ----------------- | ----------------- | ----------------- | ----------------- | ----------------- | ----------------- | -------- |
| Cogtbadzarín Enhdzsargal | 48 kg       |                   | Irina Merlenyi (UKR) · TUS     | kiesett           | kiesett           |                   |                   |                   |                   | 16.      |
| Najdangín Otgondzsargal  | 55 kg       |                   | Tonya Verbeek (CAN) · 0-3, 0-4 | kiesett           | kiesett           |                   |                   |                   |                   | 16.      |
| Badrahín Odoncsimeg      | 63 kg       |                   | Hszü Haj-jen (CHN) · 3-5, 0-4  | kiesett           | kiesett           |                   |                   |                   |                   | 10.      |

## Cselgáncs
Férfi

| Versenyző               | Versenyszám  | Selejtező         | 32-es főtábla                        | Nyolcaddöntő                            | Negyeddöntő                     | Elődöntő                           | Vigaszág első kör                    | Vigaszág negyeddöntő               | Vigaszág elődöntő                 | Bronz- mérkőzés                 | Döntő                              | Helyezés |
| Versenyző               | Versenyszám  | Ellenfél Eredmény | Ellenfél Eredmény                    | Ellenfél Eredmény                       | Ellenfél Eredmény               | Ellenfél Eredmény                  | Ellenfél Eredmény                    | Ellenfél Eredmény                  | Ellenfél Eredmény                 | Ellenfél Eredmény               | Ellenfél Eredmény                  | Helyezés |
| ----------------------- | ------------ | ----------------- | ------------------------------------ | --------------------------------------- | ------------------------------- | ---------------------------------- | ------------------------------------ | ---------------------------------- | --------------------------------- | ------------------------------- | ---------------------------------- | -------- |
| Hasbátarín Cagánbátar   | Légsúly      |                   | Gal Jekutiel (ISR) · 0000-0001       | kiesett                                 | kiesett                         | kiesett                            |                                      |                                    |                                   |                                 |                                    | 21.      |
| Gantömörín Dasdavá      | Könnyűsúly   |                   | Ryan Reser (USA) · 0111-0100         | Krzysztof Wiłkomirski (POL) · 0012-0010 | Ali Malumát (IRI) · 0010-1100   |                                    |                                      | Kanamaru Júszuke (JPN) · 0000-0100 | kiesett                           | kiesett                         |                                    | 9.       |
| Damdinszürengín Njamhű  | Váltósúly    |                   | Guillaume Elmont (NED) · 0000-0001   |                                         |                                 |                                    | Giuseppe Maddaloni (ITA) · 1000-0000 | Srđan Mrvaljević (MNE) · 1002-0000 | Robert Krawczyk (POL) · 1010-0001 | Roman Hontyuk (UKR) · 0100-0110 |                                    | 5.       |
| Najdangín Tüvsinbajar   | Félnehézsúly |                   | Szuzuki Keidzsi (JPN) · 1000-0000    | Benny Behrla (GER) · 0021-0001          | Csang Szongho (KOR) · 0011-0010 | Mövlud Mirəliyev (AZE) · 0010-0000 |                                      |                                    |                                   |                                 | Aszhat Zsitkejev (KAZ) · 0120-0001 |          |
| Mahgalín Bajardzsavhlan | Nehézsúly    |                   | Janusz Wojnarowicz (POL) · 0000-1000 | kiesett                                 | kiesett                         | kiesett                            |                                      |                                    |                                   |                                 |                                    | 21.      |

Női

| Versenyző                | Versenyszám  | Selejtező                        | Nyolcaddöntő                         | Negyeddöntő                       | Elődöntő          | Vigaszág első kör                      | Vigaszág negyeddöntő                | Vigaszág elődöntő                      | Bronz- mérkőzés                | Döntő             | Helyezés |
| Versenyző                | Versenyszám  | Ellenfél Eredmény                | Ellenfél Eredmény                    | Ellenfél Eredmény                 | Ellenfél Eredmény | Ellenfél Eredmény                      | Ellenfél Eredmény                   | Ellenfél Eredmény                      | Ellenfél Eredmény              | Ellenfél Eredmény | Helyezés |
| ------------------------ | ------------ | -------------------------------- | ------------------------------------ | --------------------------------- | ----------------- | -------------------------------------- | ----------------------------------- | -------------------------------------- | ------------------------------ | ----------------- | -------- |
| Mönhbátarín Bundmá       | Harmatsúly   | Ana Carrascosa (ESP) · 0000-0100 | kiesett                              | kiesett                           | kiesett           |                                        |                                     |                                        |                                |                   | 19.      |
| Hisigbatín Erdenet-Od    | Könnyűsúly   |                                  | Giulia Quintavalle (ITA) · 0001-1010 |                                   |                   | Ivonne Bönisch (GER) · 0001-0110       | kiesett                             | kiesett                                | kiesett                        |                   | 13.      |
| Tümen-Odín Battögsz      | Váltósúly    |                                  | Anna von Harnier (GER) · 0000-1001   | kiesett                           | kiesett           |                                        |                                     |                                        |                                |                   | 14.      |
| Pürevdzsargalín Lhamdegd | Félnehézsúly |                                  | Jang Hsziu-li (CHN) · 0000-1021      |                                   |                   | Jelena Proszkurakova (KGZ) · 0230-0000 | Marylise Lévesque (CAN) · 0110-0101 | Edinanci da Silva (BRA) · 0010-1131    | kiesett                        |                   | 7.       |
| Dordzsgotovín Cerenhand  | Nehézsúly    |                                  | Carola Uilenhoed (NED) · 0010-0001   | Lucija Polavder (SLO) · 0000-1100 |                   |                                        | Gulzsan Iszanova (KAZ) · 1000-0000  | Anne-Sophie Monidère (FRA) · 1000-0000 | Idalys Ortíz (CUB) · 0000-1000 |                   | 5.       |

## Ökölvívás
| Versenyző                | Versenyszám  | Selejtező                    | Nyolcaddöntő                 | Negyeddöntő                     | Elődöntő                       | Döntő                       | Helyezés |
| Versenyző                | Versenyszám  | Ellenfél Eredmény            | Ellenfél Eredmény            | Ellenfél Eredmény               | Ellenfél Eredmény              | Ellenfél Eredmény           | Helyezés |
| ------------------------ | ------------ | ---------------------------- | ---------------------------- | ------------------------------- | ------------------------------ | --------------------------- | -------- |
| Pürevdordzsín Szerdamba  | Papírsúly    | Ronald Serugo (UGA) · 9-5    | Luis Yanez (USA) · 8-7       | Amnat Ruenroeng (THA) · 5-2     | Yampier Hernández (CUB) · +8-8 | Cou Si-ming (CHN) · feladta |          |
| Enhbatín Badar-Úgan      | Harmatsúly   | Óscar Valdez (MEX) · 15-4    | John Joe Nevin (IRL) · 9-2   | Khumiso Ikgopoleng (BOT) · 15-2 | Veaceslav Gojan (MDA) · 15-2   | Yankiel León (CUB) · 16-5   |          |
| Dzorigtbátarín Enhdzorig | Pehelysúly   | Mahdi Vátin (MAR) · 10-1     | Idel Torriente (CUB) · 9-10  | kiesett                         | kiesett                        | kiesett                     | 9.       |
| Urancsimegín Mönh-Erdene | Kisváltósúly | Hastings Bwalya (ZAM) · 12-8 | Borisz Georgiev (BUL) · 10-3 | Alexis Vastine (FRA) · 4-12     | kiesett                        | kiesett                     | 5.       |

## Sportlövészet
Női

| Versenyző           | Versenyszám           | Selejtező | Selejtező | Döntő   | Döntő    |
| Versenyző           | Versenyszám           | Pont      | Helyezés  | Pont    | Helyezés |
| ------------------- | --------------------- | --------- | --------- | ------- | -------- |
| Otrjadin Gündegmá   | Légpisztoly           | 382       | 12.       | kiesett | kiesett  |
| Otrjadin Gündegmá   | Sportpisztoly         | 590       | 1.        | 792,2   |          |
| Cogbadrahín Mönhzul | Sportpisztoly         | 581       | 12.       | kiesett | kiesett  |
| Cogbadrahín Mönhzul | Légpisztoly           | 387       | 3.        | 479,6   | 8.       |
| Dzorigtín Bathujag  | Légpuska              | 394       | 22.       | kiesett | kiesett  |
| Dzorigtín Bathujag  | Sportpuska, összetett | 570       | 33.       | kiesett | kiesett  |

## Súlyemelés
Női

| Versenyző              | Versenyszám | Szakítás | Szakítás | Lökés    | Lökés    | Összesen | Helyezés |
| Versenyző              | Versenyszám | Eredmény | Helyezés | Eredmény | Helyezés | Összesen | Helyezés |
| ---------------------- | ----------- | -------- | -------- | -------- | -------- | -------- | -------- |
| Namhajdordzsín Bajarmá | 63 kg       | 90,0     | 12.*     | 123,0    | 7.       | 213,0    | 10.      |

* - egy másik versenyzővel azonos eredményt ért el

## Úszás
Férfi

| Versenyző               | Versenyszám | Előfutam | Előfutam | Előfutam | Elődöntő | Elődöntő | Elődöntő | Döntő   | Döntő    |
| Versenyző               | Versenyszám | Idő      | Hely.    | Össz.    | Idő      | Hely.    | Össz.    | Idő     | Helyezés |
| ----------------------- | ----------- | -------- | -------- | -------- | -------- | -------- | -------- | ------- | -------- |
| Boldbátarín Büteh-Üjlsz | 100 m mell  | 1:10,80  | 6.       | 60.      | kiesett  | kiesett  | kiesett  | kiesett | kiesett  |

Női

| Versenyző              | Versenyszám | Előfutam | Előfutam | Előfutam | Elődöntő | Elődöntő | Elődöntő | Döntő   | Döntő    |
| Versenyző              | Versenyszám | Idő      | Hely.    | Össz.    | Idő      | Hely.    | Össz.    | Idő     | Helyezés |
| ---------------------- | ----------- | -------- | -------- | -------- | -------- | -------- | -------- | ------- | -------- |
| Dascerengín Szajnceceg | 50 m gyors  | 29,63    | 5.       | 67.      | kiesett  | kiesett  | kiesett  | kiesett | kiesett  |